# Dong Fang Hong 1
Dong Fang Hong 1 o DFH-1 (en chino simplificado: 东方红一号, en chino tradicional: 東方紅一號, significando el este es rojo) fue el primer satélite artificial chino. Fue lanzado el 24 de abril de 1970 mediante un cohete CZ-1 y tenía fines exclusivamente propagandísticos, portando un emisor que emitía la canción "El oriente es rojo".
El proyecto comenzó en 1958, cuando la Academia China de Ciencias formó un pequeño grupo, al que se denominó 581, encargado de diseñar del primer satélite chino. El grupo estaba liderado por Tsien Hsue-Shen y Zhao Jiuzhang. En 1965 se revisó el proyecto de satélite por un grupo evaluador (que fue denominado grupo 651) para discutir los objetivos y las operaciones del DFH-1. En principio se trataría de un satélite de pruebas científico dotado de un radiotransmisor y tendría una masa de unos 150 kg. La última etapa del cohete lanzador iría equipado con una falda de observación que se desplegaría para aumentar su reflectividad y hacerlo fácilmente observable. La fase de investigación y desarrollo tanto del DFH-1 como de su lanzador, el cohete CZ-1 (Larga Marcha 1) comenzó en noviembre de 1966. El programa fue interrumpido por la Revolución Cultural y posteriormente continuado.
El satélite estaba compuesto por siete subsistemas: estructura, control térmico, energía, el transmisor, la telemetría de onda corta, seguimiento y actitud. La masa total del satélite, que se estabilizaba por giro, fue finalmente de 173 kg. Tenía una forma similar al satélite Telstar estadounidense: un poliedro de 72 caras y 1 metro de diámetro. Después de llegar a órbita el satélite empezó a utilizar sus baterías y emitir "El este es rojo" a 20,009 MHz. El satélite fue diseñado para funcionar durante 15 días. Otros sistemas recogieron medidas físicas. La tercera etapa del cohete CZ-1 desplegó la falda de observación, haciéndolo visible con un brillo de magnitud entre 2 y 3. El brillo del propio DFH-1 era mucho más débil, de entre 5 y 8, apenas visible a simple vista desde lugares oscuros en su momento de mayor brillo e invisible en los momentos de menor brillo.
Un segundo satélite DFH-1 fue lanzado el 3 de marzo de 1971, siendo denominado SJ-1 (Práctica 1). La vida prevista del satélite era de un año, pero funcionó durante ocho hasta que reentró en la atmósfera el 11 de junio de 1979. Era 48 kg más pesado que el DFH-1 original e iba cubierto de células solares, transmitiendo a 19,995 MHz. Llevaba un magnetómetro y un detectores de rayos X y rayos cósmicos.